# Luis Arconada
Luis Miguel Arconada Etxarri (ur. 26 czerwca 1954 w San Sebastián) – hiszpański piłkarz grający na pozycji bramkarza. Przez osiem lat był pierwszym golkiperem reprezentacji Hiszpanii, z którą w 1984 roku grał w finale mistrzostw Europy.

## Sukcesy piłkarskie
- mistrzostwo Hiszpanii 1981 i 1982 oraz Puchar Hiszpanii 1987 z Realem Sociedad
- Najlepszy bramkarz Primera División w 1980, 1981 i 1982 roku

W reprezentacji Hiszpanii od 1977 do 1985 roku rozegrał 68 meczów – finał mistrzostw Europy 1984 oraz starty w mistrzostwach świata 1978 (runda grupowa, jako rezerwowy), mistrzostwach Europy 1980 (runda grupowa) i mistrzostwach świata 1982 (druga runda).